# Documento de Damasco

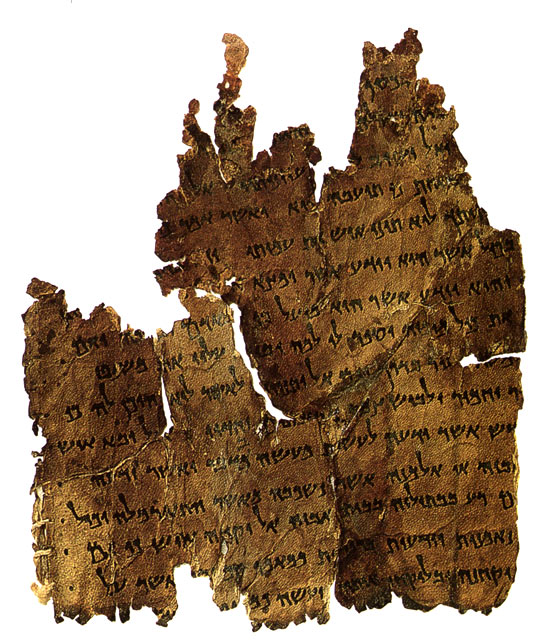
4Q271, uno de los fragmentos del Documento de Damasco encontrados en Qumrán.

El Documento de Damasco es un manifiesto histórico, doctrinal y normativo de una comunidad judía disidente, cuyas dos copias del manuscrito, parcialmente conservadas, fueron encontradas en 1896 en la geniza de la sinagoga Ben Ezra de El Cairo por Solomon Schechter. Otras copias fueron halladas décadas después en Qumrán, en las cuevas 4 (siete fragmentos), 5 (un fragmento) y 6 (cinco fragmentos).
Schechter, quien denominó al texto como Documento Sadoquita, estimó que las copias que encontró fueron obra de caraítas del los siglos X y XI, pero que los originales fueron escritos entre el 196 y 176 a. C.  Las copias de Qumrán datan del siglo I a. C..

## Contenido
El Documento de Damasco se puede dividir en una introducción histórica y dos secciones separadas de trabajo, la exhortación y el estatuto. La exhortación comprende la instrucción moral, amonestación y advertencia dirigida a los miembros, junto con polémica contra sus opositores. Sirve como fundamento a la sección final.

### Introducción histórica
El documento afirma que "a los 390 años de haberlos entregado a Nabucodonosor, rey de 
Babilonia, Él los visitó e hizo surgir de Israel y de Aarón el retoño de una planta que heredase su tierra". Esta referencia histórica sitúa el surgimiento del grupo a comienzos del siglo II a. C. "Ellos reconocieron sus faltas y admitieron que eran culpables, pero eran semejantes a los ciegos y caminaron a tientas durante 20 años. Entonces Dios consideró sus obras porque lo buscaban con corazón sincero y suscitó para ellos al Maestro de Justicia para que los condujese por el camino recto."

### Exhortación profética
Con tono profético el texto denuncia que "Israel se ha descarriado", al seguir al "mentiroso" ha traicionado de la alianza con Dios, "buscando interpretaciones fáciles, engañándose con ilusiones, quebrando los mandamientos, se unieron contra la vida del justo, aborreceron a quienes practican la justicia, los persiguieron con la espada y fomentaron los enfrentamientos entre el pueblo".
Compara la situación vivida entonces con la historia anterior del pueblo y muestra cómo en cada caso ante el pecado generalizado Dios preservó un resto y anuncia que la comunidad es en el momento ese resto, formado a partir de sacerdotes del templo descendientes de Sadoq, que se fueron de Judea junto con levitas que se les unieron, a habitar en la "tierra de Damasco". La forma como se trata "Damasco" hace pensar que no se trata una referencia literal a Damasco en Siria, sino a un simbolismo basado en Amós 5:27, "por lo tanto, yo te llevaré al exilio más allá de Damasco", dando nombre así al lugar donde se estableció la comunidad, posiblemente Qumrán mismo.
El texto aplica Isaías 24:17 al Israel de la época "caído en las redes de Belial, la lujuria, las riquezas y la profanación del templo".  Profetiza, interpretando Deuteronomio 32:33 que "las serpientes son los reyes de las naciones; su vino, son sus caminos; y la ponzoña del áspid es el rey de Javán, que viene a atarlos para ejercer contra ellos su venganza". Pero esto no lo han entendido "porque aquel que levanta vientos y predica la mentira los sedujo de nuevo, de modo que la ira de Dios se encendió contra toda su asamblea". Recuerda la advertencia de Deuteronomio ):4-6 para que Israel no reclame cuando sea arrojado que fue por sus méritos que recibió una tierra, sino por la misericordia de Dios.
En contraste, para quienes se reconocieron pecadores y se mantengan firmes en la alianza ofrece una promesa mesiánica: "se alegrarán", porque "Dios expiará por ellos y verán su salvación". Se mantiene a la espera, como otros textos de Qumrán, de un mesías sacerdotal (de Aarón) y un mesías rey (de Israel).

### Normas estatutarias
Están contenidas en las columnas de las copias de la geniza numeradas XV a XVI y IX a XIV. Reordenadas según las copias de Qumrán, se organizan así: 
1. Juramentos y votos (XV:1 - IX:10a): únicos juramentos permitidos; cómo convertirse en un miembro de la comunidad; obligación de seguir el calendario del Libro de los Jubileos;[14] las ofrendas y votos a Dios; "que nadie dedique al altar nada adquirido injustamente".
2. Diversas reglas (IX:10b - XII:22a): Los testigos; prohibido hacer justicia por la propia mano o guardar rencor; la pureza, la purificación, el sábado, los sacrificios, prohibición de agredir a los gentiles; los alimentos impuros.
3. Normas sobre el campamento y la asamblea (XII:22b - XIV:18a): cómo permanecer en el campamento, calificación del capataz, las relaciones con los extraños, clasificación y necesidades de los miembros del campamento , inspectores.
4. Código Penal (XIV:18b - 22): Castigos por la infracción de normas.

## Identidad
Según el texto, "los que entraron en la nueva alianza en la tierra de Damasco" era un comunidad (yahad) o congregación (edah) de "los que buscan la santidad integral". La mayoría de los expertos identifican ésta como una comunidad como parte del movimiento de los esenios.